# Hermann Keuper
Hermann Keuper, född 1893 i Münster, var en tysk överstelöjtnant i Schutzpolizei. Under andra världskriget var han befälhavare för Ordnungspolizei (Befehlshaber der Ordnungspolizei, BdO) i distriktet Krakau i Generalguvernementet.